# Valle de los Alhorines

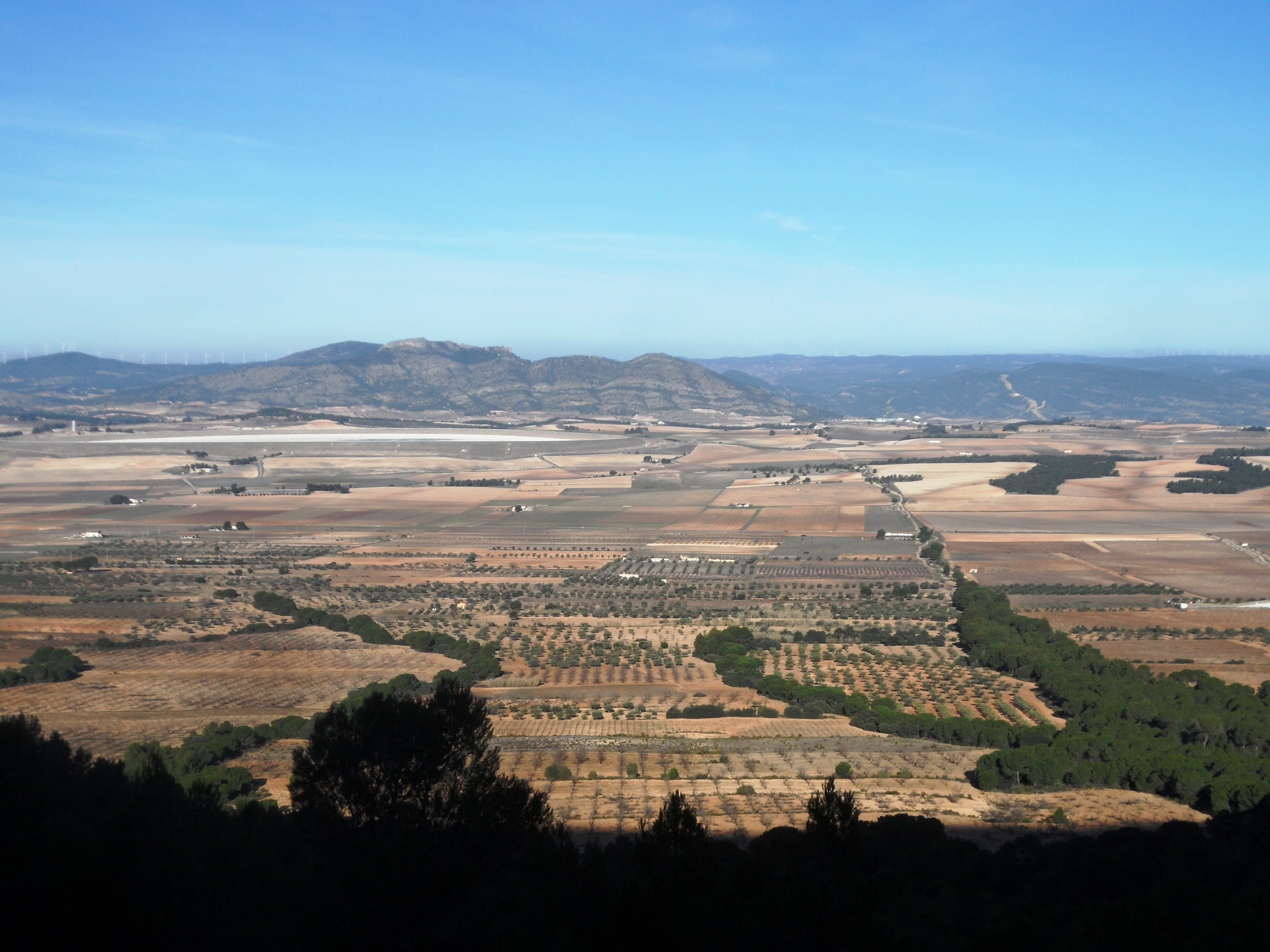
Vista del Valle de los Alhorines desde la Umbría de La Zafra, en la Sierra del Morrón.

El Valle de los Alhorines (en valenciano Vall dels Alforins) es una zona de producción cerealistay vitivinícola situado en la confluencia de los términos municipales de Caudete (Albacete), Villena (Alicante) y Fuente la Higuera, Fontanares y Mogente en la provincia de Valencia (España).
El nombre viene del árabe Al-hurī (alfolí, granero), ya que en tiempos de Al-Ándalus fue granero estatal, dependiente de Ŝateba (Játiva), dentro del iqlim de Medina Bilyāna (Villena).

## Historia

### Conflicto de los Alhorines
La parte occidental de este valle, conocida como los Alhorines de Poniente, es la protagonista de uno de los contenciosos más largos de toda la historia, pues desde su reconquista por parte de las tropas aragonesas de Jaime I el Conquistador han estado disputados entre Onteniente y Villena, tornándose en un conflicto de términos entre Caudete y Villena.
Tras las primeras disputas, a Onteniente habría acabado perteneciendo la parte más oriental de los Alhorines, que actualmente forma parte del municipio de Fontanares. La reclamación de Caudete se basa en su pretensión de servirle de unión con su antiguo Reino de Valencia y por su aprovechamiento agrícola y ganadero. Tradicionalmente se ha pretendido justificar por la tradición religiosa de que la Virgen de Gracia (patrona de la villa) se apareció a un pastor en dicho valle, en término de Caudete.

### Conquista cristiana
Según el tratado de Cazola (1179) entre los reinos de Castilla y Aragón, Caudete formaba parte de la zona de expansión de la Corona de Castilla. Sin embargo, incumpliendo el tratado firmado, las tropas del comendador de Alcañiz tomaron Villena y con dicha conquista se anexionarían las villas y alquerías dependientes del viejo Iqlim de Villena (como Bogarra, Sax y Caudete) para Jaime I de Aragón en el año 1240.
A los pocos meses, en virtud del Tratado de Almizra (1244), estas localidades pasaron al reino castellano, perteneciendo los Alhorines de Villena a Castilla. A partir del año 1304, y tras una serie de ventas entre nobles, la Sentencia Arbitral de Torrellas y el Tratado de Elche, Caudete pasó a formar parte del Reino de Valencia, situación en la que perduraría durante más de 400 años, mientras que Villena, como señorío del poderoso infante Don Juan Manuel, iría adquiriendo una mayor independencia convirtiéndose el Señorío de Villena en territorio fronterizo entre Castilla y Aragón, alternando el vasallaje según conveniencias políticas del infante. Incluso Don Juan Manuel llegó a proclamarse Príncipe de Villena por el rey Alfonso de Aragón. 
La primera referencia que se tiene del conflicto es de 1321, cuando los villeneros se quejan a Jaime II del enfrentamiento con los vecinos de Onteniente por el Valle de los Alhorines. Los de Onteniente reclamaban para sí buena parte del valle por haber hecho uso de sus cultivos. Esta parte reclamada iría desde la loma de las Albarizas recorriendo el valle hasta la antigua torre Burriharón y el Alto de la Zafra, partiendo el valle por la mitad, más o menos, y dejando una parte (la más grande) para Villena y la otra para Onteniente. Entre 1358 y 1376, durante la Guerra de los Dos Pedros, el término de Caudete es separado de Villena, siendo finalmente entregado Caudete al Reino de Valencia.
En 1422 el señor de Caudete, vasallo de Castilla, se veía ahogado por las deudas y el 28 de noviembre la Corona de Aragón compraría la villa y el castillo por 41.200 sueldos. Así Alfonso V de Aragón y su hermano Juan de Navarra lograron establecer un exclave aragonés en plenas tierras del Señorío de Villena. Posteriormente afianzarían esta condición al vender Caudete a la villa de Onteniente. 
Villena era ahora parte de Castilla, y tenía para sí en su término, desde la reconquista, el valle de los Alhorines, por lo que Caudete, ahora en el Reino de Valencia, estaba separada de las tierras de Onteniente a las que pertenecía ahora. Es por eso que comenzaron a reclamar, con el respaldo de Onteniente, Játiva y todo el reino de Valencia, las tierras de los Alhorines villenenses y de esta manera tener unión física con Valencia. 
En 1425 el rey Alfonso V de Aragón se agregó la villa de Caudete al Patrimonio Real, con perpetua prohibición de enajenarla, pero se mantuvo la pretensión de comprar parte de los Alhorines a Villena, para unir geográficamente esa ínsula que suponía Caudete con la Corona de Aragón.

### Pretensión de compra por Caudete
Al avanzar el siglo XIV Caudete entró como Villa Real con voto en Cortes en el Reino de Valencia y en Villena se fue gestando el Marquesado homónimo. El Virrey de Valencia entregó en 1355 el suficiente dinero a Caudete como para que comprase la parte occidental del valle de los Alhorines, para que así Caudete limitase con Onteniente, población del Reino de Valencia, ya que Caudete se encontraba rodeada completamente por posesiones castellanas. Esta unión, sin embargo, dificultaba las comunicaciones de Villena con el resto de Castilla, por lo que Villena nunca aceptó esta situación, negándose a vender parte alguna de los Alhorines. Mientras tanto, los valencianos seguían pretendiendo unir Caudete con Onteniente.

### Solución administrativa
Durante la Guerra de Sucesión Española, a principios del siglo XVIII, Caudete apoyó, al igual que el resto de la Corona de Aragón, al Archiduque Carlos de Austria mientras que Villena apoyó, al igual que Castilla, a Felipe de Borbón. Tras la victoria borbónica de la contienda, Felipe V castiga a Caudete reduciendo la villa a lugar de Villena, perdiendo la independencia e incluyéndose en el término de Villena (de 1707 a 1736) dentro de Castilla, manteniendo Villena los Alhorines.
En 1736, Caudete, a través del sacerdote Luis Golf, recupera su independencia, pero pasa a formar parte del Reino de Murcia. Así pues, el valle continúa bajo jurisdicción de Villena. No obstante, desde que esta villa recupera su independencia ha seguido reclamando la adquisición de los Alhorines (un recurso interpuesto es muy anterior), pese a no pertenecer ya a Valencia, continuando así, en estado latente, una larga disputa entre las dos localidades. 
En 1836 Villena quedó adscrita a la provincia de Alicante y Caudete a la de Albacete, quedando los Alhorines finalmente en la Comunidad Valenciana, dentro del término municipal de Villena, zanjándose así uno de los pleitos más antiguos de la historia peninsular. Hasta hace poco tiempo, Caudete ha seguido reclamando se derecho a la propiedad sobre el valle de los Alhorines, pero es ignorado tanto por el Gobierno valenciano como por el castellano-manchego.

### Los Alhorines de Onteniente
Mientras tanto, el resto del valle de los Alhorines, conocido como los Alhorines de Onteniente, se dieron asentamientos prerromanos que perduraron hasta la época romana con núcleos de habitación y necrópolis debido a las buenas condiciones económicas de la zona. En el lugar de estos asentamientos se hallaron posteriormente cinturones tartésicos.  En esta parte del valle se mantuvo en las manos de esta villa, aunque bajo incursiones periódicas de tropas castellanas y de antiguos terratenientes villeneros. No fue hasta el 5 de agosto de 1927 cuando las cuatro partidas de los Alhorines de Onteniente se segregaron de la cabeza municipal creando así un nuevo municipio, Fontanares, cuyo nombre oficial desde 1992 es Fontanars dels Alforins.

## Geografía

### Paisaje agrícola
La configuración del valle agrícola de Los Alhorines tiene un gran interés ecológico y paisajístico. La propiedad está distribuida en parcelas de pequeño tamaño en las que se alternan cultivos de cereal, vid y frutales separados por setos. A lo largo de todo el valle la existencia de arenales interiores colonizados por el pino piñonero junto a los cultivos genera un hábitat apropiado para un gran número de especies de fauna, sobre todo pequeñas rapaces. 

### Lugar de Importancia Comunitaria y Reservas de fauna silvestre
La zona fue declarada Lugar de Importancia Comunitaria en 2007 y forma parte de la Red Natura 2000.
Entre 2010 y 2014, la construcción de una planta termosolar en el límite de la zona protegida, junto al establecimiento penitenciario de Villena y la autovía A-31 (Madrid-Alicante), supuso la declaración de dos reservas de fauna silvestre como figura de protección para especies amenazadas.

### Reservas de fauna silvestre
La primera de ellas, declarada en 2011, abarca 12,75 hectáreas, a las que se sumaron 6,69 hectáreas en 2014. La Generalidad Valenciana declaró una reserva de fauna silvestre que ocupa 6,69 hectáreas en el término municipal de Villena y que acoge especies amenazadas. Estas se suman a las 12,75 hectáreas de la reserva de fauna silvestre que obtuvieron está declaración en 2011.

Mediante la declaración de reserva se quiere garantizar la supervivencia de uno de los escasos ecosistemas esteparios de la Comunidad Valenciana donde conviven el cernícalo primilla (Falco nauman), el aguilucho cenizo (Circus pygargus) y el sisón común (Tetrax tetrax). Mediante la prohibición del uso de pesticidas y otros productos químicos perjudiciales para las aves esteparias; las capturas sin autorización o causar molestias a cualquier ejemplar de la citada fauna; las limitaciones en los usos del suelo y en el cultivo de cereal; el veto a la circulación de vehículos de motor ajenos a las fincas de la reserva; y la prohibición para la instalación de vallados u otras estructuras se ha conformado un cuerpo de medidas de protección en toda la zona. 

### Fauna
La fauna que habita esta zona está formada por pequeños herbívoros, algún carnívoro como el zorro, junto a aves y reptiles.
Entre las especies de aves con mayor población está la calandria común y la  collalba negra y en poblaciones menores el esmerejón, el alcaraván común, el águila real y el halcón peregrino.
Este paraje de los Alhorines es el principal núcleo de la Comunidad Valenciana para la reproducción del cernícalo primilla, pues en 1997 la Consellería de Medio Ambiente lo reintrodujo, al estar prácticamente extinguido por la acción del hombre.
En la actualidad nidifican en el valle de los Alhorines 18 especies de aves, incluyendo rapaces como el aguilucho cenizo, la culebrera europea, el águila real, el aguililla calzada, el halcón peregrino y el búho real.

En la Sierra del Morrón habitan el jabalí, el tejón, el gato montés y el águila. En verano abundan torcaces, jilgueros, pardillos, verderones y pinzones, así como especies de caza como la perdiz, el conejo o la liebre, pero la más apreciada, por estar protegida, es el cernícalo primilla.
Se encuentra documentada la existencia de ganado bovino, cavallar y asnal, pero no el de cerda. En cuanto a la fauna, destaca que la caza fue unos de los principales aprovechamientos de este valle.

### Flora
En las zonas serranas se distingue entre las vertientes de solana y umbría. El crecimiento de la vegetación depende del grado de exposición al sol, los vientos dominantes en la zona y la lluvia. En la umbría predominan los bosques de pinos piñoneros en los llanos y laderas del monte y alguna carrasca en los cauces de las ramblas y barrancos. La vegetación propia de la umbría está acompañada por plantas aromáticas: romero, tomillo y espliego, además de arbustos propios del paisaje mediterráneo: sabina, enebro y coscoja. En la solana predomina el pino carrasco, y arbustos como la coscoja, aliaga, sabina y esparto, junto a plantas aromáticas.
Según la red Natura, son endémicas las especies de Herniaria fruticosa, Centaurea antennata, Teucrium carolipaui subespecie carolipa,	 	 	 Biscutella dufourii, Sideritis chamaedryfolia, Linaria depauperata subsp. hegelmai y la Thymus piperella.

### Suelo[11]
Siguiendo la clasificación de Matarredona, en este valle se distinguen tres tipos de suelos teniendo en cuenta la aptitud de estos: 
- Suelos de aprovechamiento forestal: aquellos terrenos de muy baja capacidad agrícola, situados en las principales estribaciones montañosas del valle, con una alta pendiente, que con sistemas tecnológicos poco avanzados sería difícil cultivar.
- Suelos de aprovechamiento forestal y pastos: están ubicados en los glacis de las estribaciones montañosas mencionadas anteriormente, así como ocupando las elevaciones de tipo medio situadas en el centro del Valle. Se corresponden con aquellas zonas que estuvieron cubiertas de vegetación más o menos arbórea y arbustiva con una pendiente más baja que la anterior categoría, áreas ideales para la recolección y pasto de los ganados.
- Suelos de aprovechamiento agrícola: se trata de los que presentan mejores condiciones para su explotación agrícola, por situarse en zonas de fondo de valle con escasa pendiente, y con unas adecuadas condiciones topográficas.

## Economía
A lo largo de la historia ha existido una importante actividad vitivinícola en el valle, en los términos de Fontanars dels Alforins, La Font de la Figuera, Mogente y en La Zafra, parte del término municipal de Villena. Hasta la guerra civil había unas 80 bodegas de vino, y cada finca familiar producía su propio vino. Poco después se crearon varias cooperativas y algunas bodegas desaparecieron. En 2009 los bodegueros del valle crearon Terres dels Alforins, una asociación sin ánimo de lucro,  con la denominación de origen de Valencia, y que cuenta con 12 bodegas. Entre ellas estánː Daniel Belda, Los Frailes, Heretat de Taverners, Celler del Roure de Pablo Calatayud, Rafael Cambra, Arráez, Los Pinos; Casa Turús, concebida en torno al proyecto Origen de Manuel García Portillo, Enguera, y Vinya Alforí.